# Haarzorg
Haarzorg is de nieuwe benaming voor de vroegere studierichting "haartooi" in de tweede (3e en 4e leerjaar) en derde graad (5e en 6e leerjaar) van het het beroepssecundair onderwijs in Vlaanderen. In de derde graad is er een zevende specialisatiejaar voorzien, genoemd "haarstilist". In dit laatste jaar wordt sinds 2006 het competentiegericht leren toegepast. Het VMBO in Nederland komt overeen met het Vlaamse beroepssecundair onderwijs.

## Structuur van de opleiding haarzorg

### Tweede graad haarzorg (3e en 4e leerjaar)
Het beroepsvoorbereidend leerjaar van de eerste graad levert de logische instroom voor deze tweede graad, hoewel er ook heel wat leerlingen zijn die vanuit een 2e leerjaar A naar 3 BSO overstappen. Deze tweede graad bereidt voor op het "salonwerk" van de derde graad.
De praktijkvakken komen neer op dames- en herenkappen met daarbij vaktechnologie en de benodigde basitechnieken. Daarnaast biedt men bio-esthetiek aan met hand- en gelaatsverzorging. Buiten de praktijkvakken onderwijst men de leerlingen ook in beroepsethiek en sociale vaardigheden in het kapsalon. Het geheel van het vakkenpakket sluit af met de geschiedenis van de opschik.

### Derde graad haarzorg

#### 5e en 6e leerjaar
De derde graad bouwt voort op de opgedane kennis en vaardigheden van de tweede graad. Buiten een uitbreiding van eerder genoemde vakken komen erbij:
- praktijkstages voor dames- en herenkappen extra-muros
- de geïntegreerde proef of GIP
- praktijkstages in het didactisch kapsalon
- groepswerk, projectwerking, leerbedrijf en mini-onderneming

Daarnaast krijgen de leerlingen een inleiding in de basiskennis van bedrijfsbeheer.

#### 7e leerjaar haarstilist
In deze opleiding van haarstilist wordt het competentiegericht leren vormgegeven. Dit uit zich doordat de leerdoelen een vertaling zijn van de te verwerven competenties. Een competentie wordt gezien als een samenspel van kennis, vaardigheden en attitudes en persoonlijkheidskenmerken die een persoon inroept in een bepaalse situatie om een probleem aan te pakken. In het competentiegericht denken vormen de competenties het uitgangspunt en niet de afzonderlijke vakinhouden, m.a.w. er is geen vakkenopdeling.

De opbouw van het leerplan maakt dit competentiegericht leren mogelijk. Anders gezegd: de organisatie is zo opgezet dat de doelen van het studierichtingsprofiel als een samenhangend geheel in een bepaalde context wordt bereikt. De context is in dit geval: het kapsalon.

Het na te streven einddoel komt hierop neer (dit is het kwalificatieprofiel): de afgestudeerden moeten in staat zijn de taken van een beginnend kapper- en salonbeheerder uit te voeren (afgeleid van het beroepsprofiel kapper- en salonbeheerder SERV 3003).

## Referentie
1. ↑   Leerplan 2e gr BSO
2. ↑   Leerplan 3e gr BSO[dode link]
3. ↑   Leerplan 3e gr BSO/3e j Haarstilist[dode link]